# Géiser Waimangu

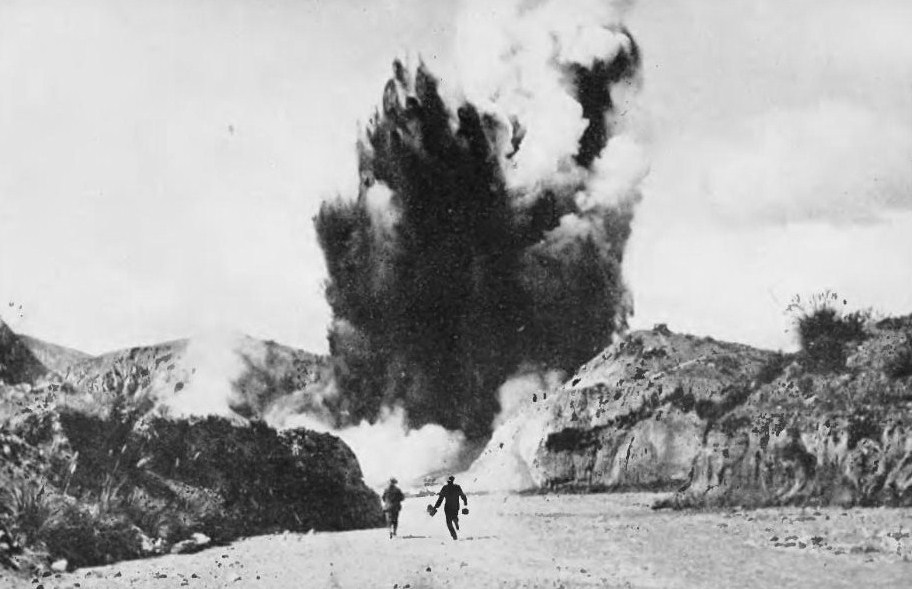
Eruption of Waimangu Geysir

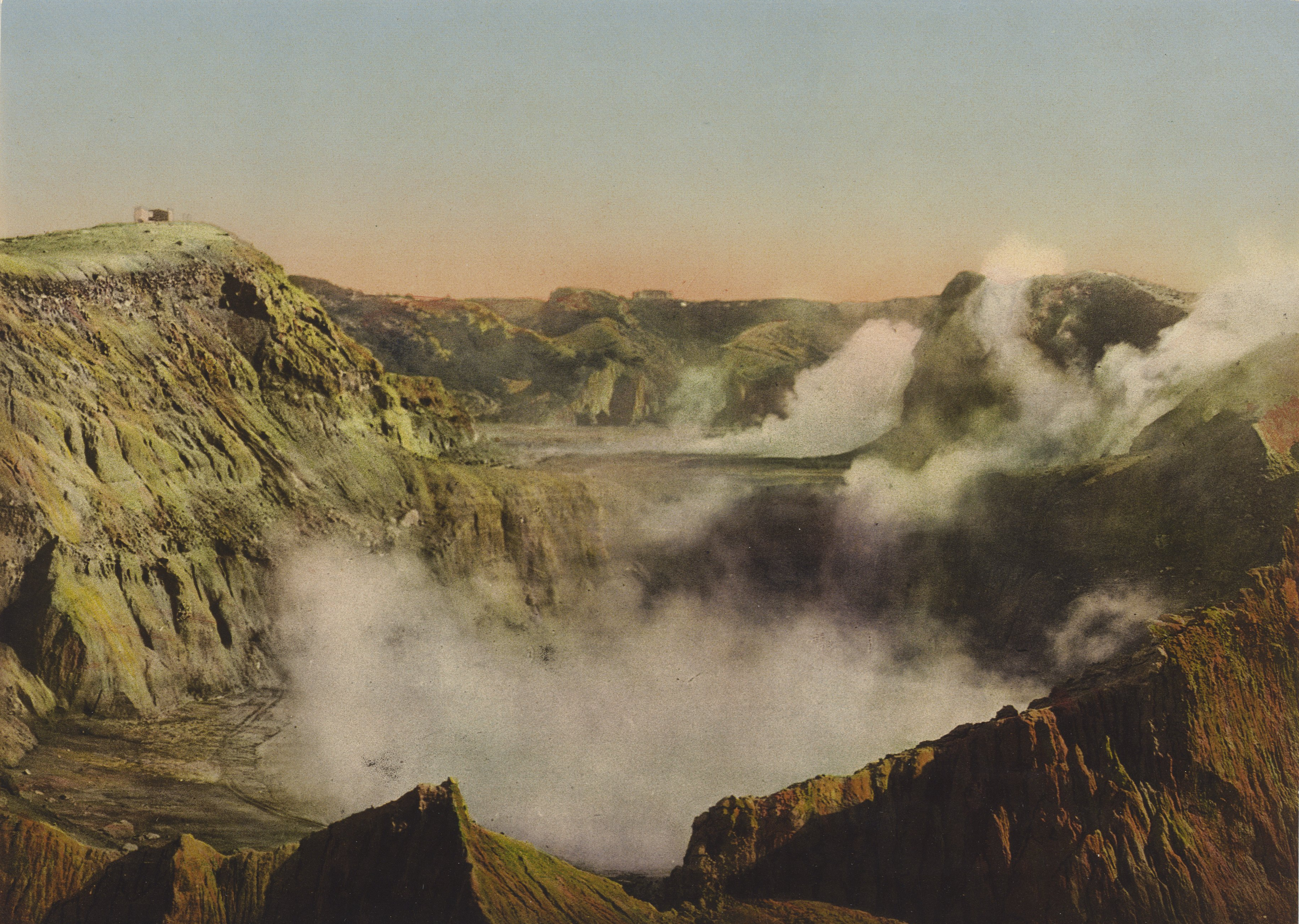
Waimangu Geyser around 1910

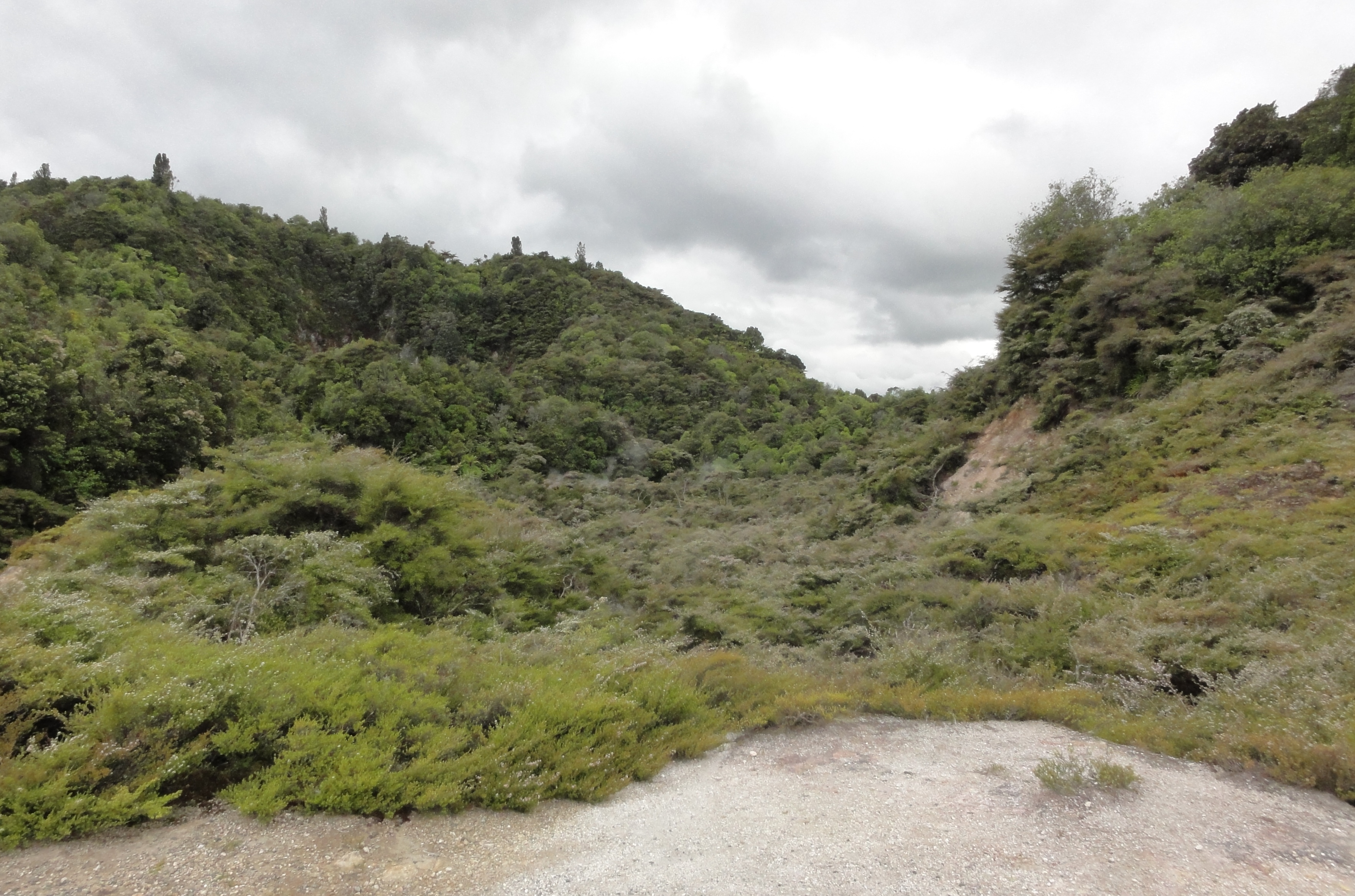
Location of the Geysir in 2011

El géiser Waimangu está situado en el valle volcánico de Waimangu, en las cercanías de Rotorua, Nueva Zelanda.
El géiser estuvo activo entre los años 1900 y 1904, siendo el géiser conocido más grande del mundo en alcanzar en sus erupciones los 400 metros de altura, lanzando agua, rocas y sedimentos. Tenía una periodicidad de 36 horas. Alf Warbick determinó en agosto de 1903 una profundidad de 14,6 metros. En 1904 un derrumbe originó un lago de 80 x 130 metros, haciendo desaparecer el géiser.